# Interleaving (vzdělávání)

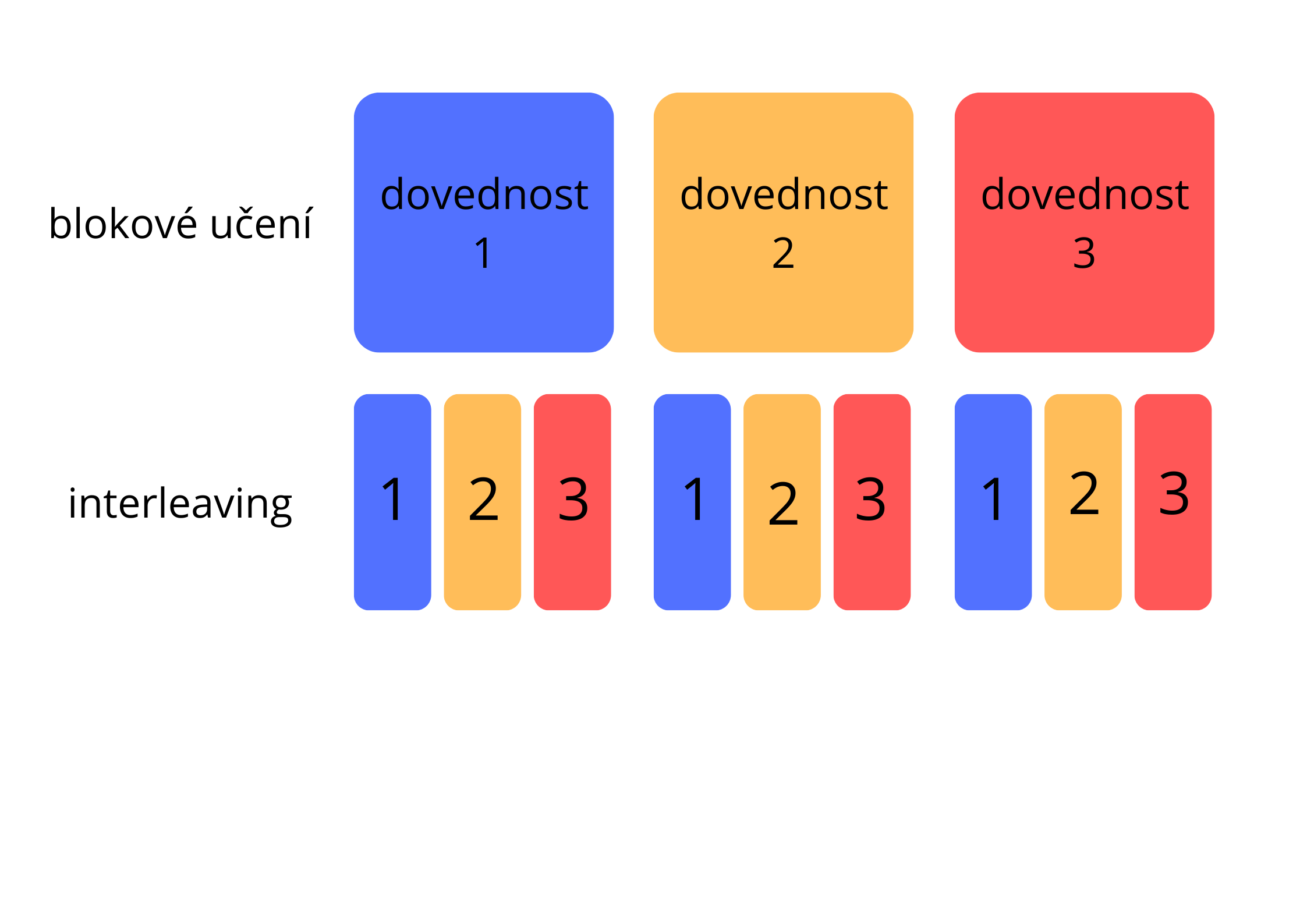
Příklad využití interleavingu v kontrastu s tradičním „blokovým“ učením

Interleaving (prokládání) je učební metoda, která spočívá v prokládání učiva během počátečního osvojování látky. Studenti jsou tak vystaveni dvěma či více konceptům při učení se či výuce. Metoda může být využita jak při samostudiu, tak při výuce vedena učiteli. Metoda interleavingu může být využita jak při nácviku motorických dovedností, tak i kognitivních.

## Proces učení se prostřednictvím interleavingu
Při běžném učení se studenti soustředí na jeden koncept a při dokončení studia tohoto konceptu pokračují druhým (AAA, BBB). V kontrastu s tímto „blokovým“ učením je právě metoda interleavingu, kdy učení konceptu „A“ je proloženo konceptem „B“ a jsou studovány dva koncepty za jedno učební sezení (ABABAB).

### Příklady využití interleavingu v procesu učení se
Při studiu historie student nebude studovat jednotlivé země a jejich historii zvlášť (AAA, BBB), ale bude prokládat studium dějin více zemí naráz (ABABAB), neboť se dějiny zemí často prolínají, což studentovi umožní vidět různé souvislosti.
V případě fyziky může student kombinovat typy výpočtů, které jsou potřebné k řešení cvičných otázek. Například místo toho, aby pracoval vždy jen na jednom typu výpočtu, může otázky, které vyžadují různé typy výpočtů, prokládat tak, aby byl schopen aktivně zjišťovat, který typ výpočtu je třeba použít k řešení dané otázky.

## Výzkum učení se prostřednictvím interleavingu

### Využití interleavingu u motorických dovedností
První znaky užitečnosti interleavingu se objevily v nácviku motorických dovedností, kdy studenti trénovali tři typy badmintonového podání. Jako výsledek byli studenti schopni si lépe vybavit každý typ a jejich schopnost podání byla lepší. Podobné výsledky byly zaznamenány později v baseballu, basketbalu a dalších sportech.

### Využití interleavingu u kognitivních dovedností
Příklad interleavingu u kognitivních dovedností je trénování studentů medicíny pomocí interleavingu v provádění EKG, trénování studentů vysoké školy v rozeznávání stylů malířů, kteří malovali obrazy krajin, či implementace interleavingu do výuky algebry a geometrie v 7. třídě, kdy skupina s domácími úlohami obsahujícími interleaving dosáhla o 25 % lepších výsledků; o měsíc později se výhoda prokládání zvýšila na 76 %.

## Vliv využití interleavingu při studiu
- Je efektivní zejména v matematice.[8][9]
- Při dlouhodobém využívání dochází ke snížení zapomínání.[2]
- Efektivní při studiu konceptu, který vyžaduje rozeznávání konceptů – zlepšuje schopnost mozku rozlišovat mezi jednotlivými koncepty, ale zároveň pomáhá vidět souvislosti.
- Zlepšuje schopnost kritického myšlení.[10]
- Posiluje paměťové asociace a vybavování informací.
- Posiluje neuronové spojení mezi různými úlohami a správnými odpověďmi, čímž posiluje proces učení.[11]

## Limity metody interleavingu
Interleaving je tedy velice efektivní při správném zařazení do výuky či samostudia, ale jeho aplikace není zcela jednoduchá. Při počátečním osvojování látky může být střídání různých konceptů složité či pro některé studenty frustrující. Metodu také nelze uplatnit při studiu jakýchkoli konceptů. Například při studiu cizích jazyků může být někdy více matoucí než užitečný.